# Mercadotecnia

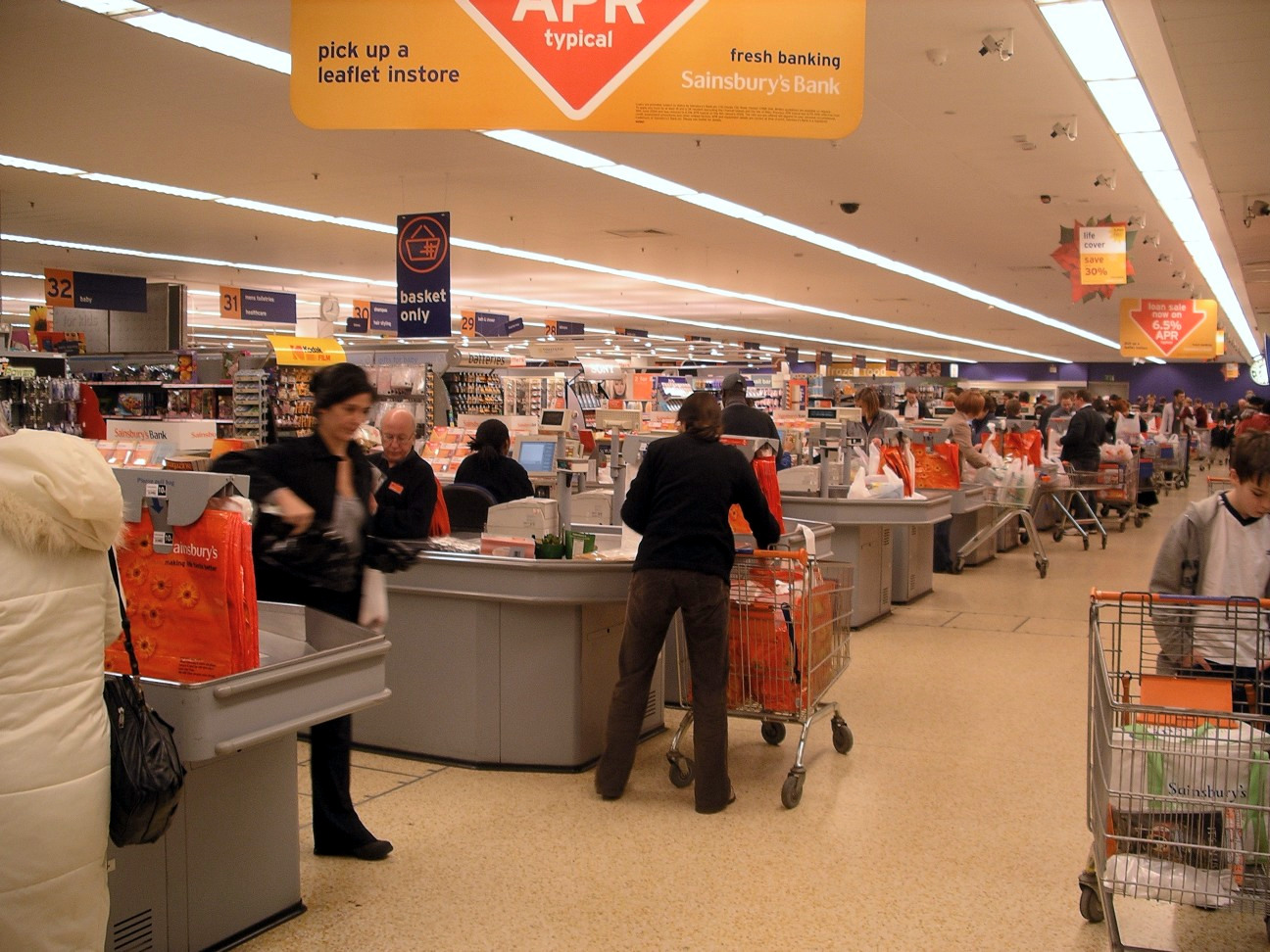
Marketing es la actividad, instituciones, y procesos que generan, comunican, entregan e intercambian ofertas de valor para consumidores, clientes, socios, y la sociedad en general.

En administración y economía de la empresa, el mercadeo, mercadotecnia, comercialización o márquetin (adaptado de la voz inglesa marketing) es una filosofía y metodología que abarca el proceso de exploración, creación y entrega de valor para satisfacer las necesidades de un mercado objetivo en términos de bienes y servicios. Es uno de los componentes principales de la gestión empresarial y el comercio, incluyendo principalmente la identificación de las necesidades, gustos, y preferencias de uno o más segmentos de consumidores para posicionar una oferta de valor de manera diferenciada con la competencia.
Este enfoque conocido como orientación de mercado, significa que los profesionales del marketing usan la voz del consumidor estrategias de marca. En la práctica, las funciones de mercadotecnia en las empresas pueden incluir la administración de marcas comerciales, la definición de precios, la operación de campañas publicitarias, la generación de inteligencia comercial a través de la investigación de mercados, el manejo de relaciones con socios comerciales, y la comunicación en redes sociales. La mercadotecnia se puede dirigir a otras empresas (B2B por las siglas en inglés de Business-to-Business) o a los consumidores (B2C por las siglas en inglés de Business-to-Consumers).
Las estrategias de marketing también incluyen el uso de herramientas y análisis digitales para rastrear el comportamiento del consumidor y medir el desempeño de la campaña. Además, las empresas dependen cada vez más de técnicas de personalización para mejorar la participación y la lealtad del cliente.

## Evolución de la definición
- En 1935, en una de las primeras definiciones formales de marketing, la American Marketing Association o AMA —por sus siglas en inglés—  definió marketing como «la realización de actividades comerciales que dirigen el flujo de bienes y servicios de los productores a los consumidores».[12]
- En 2002, Philip Kotler definió la mercadotecnia como «el conjunto de prácticas y principios que tienen como objetivo principal aumentar el comercio, especialmente la demanda».[11]
- En 2003 Stanton, Etzel & Walker dicen que la mercadotecnia es un sistema total de actividades de negocios ideado para planear productos que satisfagan necesidades, asignarles precios, promoverlos y distribuirlos en los mercados meta, a fin de lograr los objetivos organizacionales.
- En 2012 Kotler & Armstong mencionan que la mercadotecnia es un proceso social y administrativo por el que los individuos y grupos obtienen lo que necesitan y desean a través de la creación y el intercambio de productos y de valor con otros.
- En 2015, el Chartered Institute of Marketing en Inglaterra definió marketing como «el proceso de administración responsable de la identificación, anticipación, y satisfacción de clientes y consumidores de manera redituable».[13]
- En 2017, la AMA lo define como «la actividad, el conjunto de instituciones y los procesos para crear, comunicar, entregar e intercambiar ofertas que tienen valor para los compradores, clientes, socios y la sociedad en general».[14]

La definición del término ha evolucionado a lo largo de los años, ya que la AMA revisa su definición cada tres años. Por ejemplo, en 2008 se incluyó en la definición los beneficios no solo para la empresa, sino beneficiar a la «sociedad en general». 
Actualmente el proceso de pensamiento de mercadotecnia se desarrolla de la mano del modelo de negocio. Muchas partes del proceso (por ejemplo, diseño de producto, gestión de marca, publicidad, etc.) implican el uso de las artes creativas. Sin embargo, debido a que hace un uso extensivo de las ciencias sociales, la psicología, la sociología, las matemáticas, la economía, la antropología y la neurociencia, la profesión ahora es reconocida como una ciencia.

### Evolución del pensamiento enmarketing
La evolución del pensamiento en marketing se ha clasificado como sigue:
- Funciones de marketing (1910-1930) se enfocaba a identificar las actividades y funciones de la mercadotecnia con relación a los intermediarios comerciales.
- Mercadeo de commodities (1910-1930) clasifica los diferentes tipos de productos y materias primas y su relación con las funciones de mercadeo.
- Instituciones de mercadotecnia (1920-1970) estudia a los actores que realizan funciones de mercadotecnia, como lo son los canales de distribución, equipos de ventas, y ventas minoristas o de mayoreo.
- Administración de mercadotecnia (1950- ), en inglés marketing management, busca clasificar las mejores prácticas que los administradores y gerentes de marketing pueden implementar para beneficiar a las empresas.
- Sistemas de mercados (1960-1970) estudia los  mercados como sistemas, redes, y ecosistemas empresariales.[18]
- Comportamiento del consumidor (1950- ) estudia las razones y los hábitos por los que los consumidores eligen entre marcas comerciales.
- macromarketing (1970- ) se interesa en las consecuencias sociales y ambientales que generan las prácticas de mercadeo.
- marketing digital (2010- ) estudia el comportamiento de consumidores y las prácticas de marketing online y en redes sociales.

## Mercadotecnia estratégica
En administración empresarial, la mercadotecnia estratégica adopta el punto de vista de una organización en particular para desarrollar planes y estrategias a largo plazo con el objetivo de crear y capturar valor en el mercado. La mercadotecnia es estratégica cuando combina el análisis de mercado con la planificación estratégica para diferenciar una empresa  de sus competidores y crear valor para sus clientes y la sociedad. La mercadotecnia estratégica se caracteriza por identificar las condificiones de mercado, la voz del consumidor, y las ventajas competitivas para decidir ofertas comerciales. Debido a que la mercadotecnia estratégica adopta la postura de una empresa en particular, la responsabilidad recae en un área funcional de la organización, como puede ser el área de la mercadotecnia, área comercial, el departamento de mercadotecnia, etcétera. Como estrategia, la mercadotecnia implican las acciones que una empresa puede hacer en el mercado (consumidores finales), con una visión de rentabilidad a corto y a largo plazo. Al identificar las necesidades del consumidor, las empresas elaboran productos y/o servicios que satisfaga las mismas promoviendo el intercambio de estos con los clientes, a cambio de una utilidad o beneficio. La mercadotecnia tiene también como objetivo favorecer el intercambio de valor entre dos partes (comprador y vendedor), de manera que ambas resulten beneficiadas. 

### Conceptos asociados
- Necesidades, deseos y demanda: la necesidad es un estado interno de tensión provocado cuando no existe un equilibrio entre lo requerido y lo que se tiene o posee. Las necesidades están habitualmente vinculadas al estado físico del organismo. En ocasiones, cuando las necesidades se traducen o enuncian en objetos específicos nos encontramos con los deseos, es decir, los deseos son necesidades orientadas hacia satisfactores específicos para el individuo. La demanda es el deseo de adquirir un Producto, pero con el agregado de que se debe de tener la capacidad de adquirirlo (económica, de acceso, legal). Sin embargo, la mercadotecnia no crea las necesidades, pues estas son inherentes a las personas, aunque el practicante de la mercadotecnia orienta los deseos y estimula la demanda de determinado producto y marca; ejemplo: necesidad de saciar la sed, deseo de tomar gaseosa, demanda de bebida cola marca XX.
- Cultura de consumo. La mercadotecnia se relaciona con el consumo superfluo y excesivo.

- Valor y satisfacción: el valor es la relación que establece el cliente entre los beneficios (funcionales, estatus, etc..) que percibe del producto que se ofrece y los costos (económicos, tiempo, esfuerzos) que representa adquirirlo. Existen principalmente cuatro tipos de valores desde un punto de vista del cliente: valor esperado, valor percibido, valor de la competencia y valor deseado.[21]

- Intercambio: implica la participación de dos o más partes que ceden algo para obtener una cosa a cambio, estos intercambios tienen que ser  de mutuo acuerdo y mutuamente beneficiosos entre la empresa y el cliente, para construir una relación satisfactoria de largo plazo.

### La mezcla de la mercadotecnia (Las «P»)

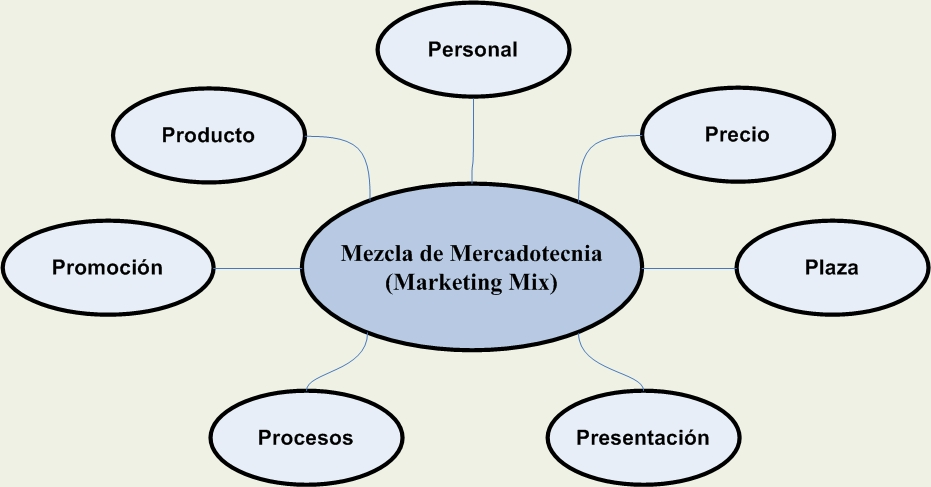
Las «P» de la mercadotecnia.

La mezcla de la mercadotecnia (en inglés marketing mix) son las herramientas que utiliza la empresa para implantar las estrategias de mercadotecnia y alcanzar los objetivos establecidos. Estas herramientas son conocidas también como las P del mercadeo. La mezcla de marketing, que describe los detalles del producto y la forma en que se venderá, se ve afectada por el entorno que rodea el desarrollo, los resultados de la investigación de marketing y el estudio de mercado, y las características del mercado objetivo del producto. Una vez determinados estos factores, los responsables de marketing deben decidir los métodos de promoción del producto, incluidos los cupones y otros incentivos.
Muchos autores no llegan a un acuerdo respecto al número de elementos que componen la mezcla. Así por ejemplo Philip Kotler y Gary Armstrong exponen que se trata de cuatro variables mercadológicas (cf.); sin embargo, autores más recientes han adoptado diferentes estructuras teóricas que cambia las cuatro «P» tradicionales (Precio, Distribución ["Place" en inglés], Promoción, y Producto), tomando en cuenta más aspectos como las personas y los procesos, los cuales poseen aspectos íntegramente administrativos, pero forman parte en las decisiones mercadológicas.
- Producto: Cualquier bien, servicio, idea, persona, lugar, organización o institución que se ofrezca en un mercado para su adquisición, o uso que satisfaga una necesidad. La política de producto incluye el estudio de 4 elementos fundamentales:

1. La cartera de productos
2. La diferenciación de productos
3. La marca
4. La presentación

- Precio: Es el valor de intercambio del producto, determinado por la utilidad o la satisfacción derivada de la compra y el uso o el consumo del producto.
  - Es el elemento de la mezcla que se fija más a corto plazo y con el que la empresa puede adaptarse rápidamente según la competencia, coste...
  - Se distingue del resto de los elementos de la mezcla de la mercadotecnia porque es el único que genera ingresos, mientras que los demás elementos generan costes.
  - Para determinar el precio, la empresa deberá tener en cuenta lo siguiente:
    - Los costes de producción, distribución…
    - El margen que desea obtener.
    - Los elementos del entorno: principalmente la competencia.
    - Las estrategias de mercadotecnia adoptadas.
    - Los objetivos establecidos.
    - La participación de mercado.
    - Ventajas competitivas.

- Distribución/Plaza: Elemento de la mezcla que utilizamos para conseguir que un producto llegue satisfactoriamente al cliente. Cuatro elementos configuran la política de distribución:

1. Canales de distribución. Los agentes implicados en el proceso de mover los productos desde el proveedor hasta el consumidor.
2. Planificación de la distribución. La toma de decisiones para implantar una sistemática de cómo hacer llegar los productos a los consumidores y los agentes que intervienen (mayoristas, minoristas).
3. Distribución física. Formas de transporte, niveles de stock, almacenes, localización de plantas y agentes utilizados.

- Promoción:
- Son los aspectos de comunicación que usa un especialista en mercadotecnia para dar información sobre sus productos o servicios 
  - Esta comunicación persigue difundir un mensaje para tener una respuesta del público objetivo al que va destinado. Los objetivos principales de la comunicación son:
    - Comunicar las características del producto.
    - Comunicar los beneficios del producto.
    - Que se recuerde o se compre la marca/producto.

  - La comunicación no es solo publicidad. Los diferentes instrumentos que configuran el mix de comunicación son los siguientes:
    - La publicidad.
    - Las relaciones públicas.
    - La venta personal
    - La promoción de ventas.
    - La mercadotecnia directa.
    - El merchandising.
    - El patrocinio.

- Personas: Una empresa cuenta con personal que atiende a sus clientes. La satisfacción de estos se ve afectada por el buen o mal servicio que reciban de la empresa.

- Procesos: Los procesos tienen que ser estructurados correctamente, ya sea que hablemos de un servicio o de la creación de un producto, esto nos llevara a la logística de la empresa para reducir costos y aumentar ganancias.

- Presentación/Evidencia física: El entorno.

## Investigación de mercado y entorno económico
Una de las practicas distintivas en mercadotecnia es el uso de investigación empírica comercial para solucionar desafíos empresariales. La práctica llamada investigación de mercados busca la de generar estrategias comerciales con base en la voz del consumidor. La investigación de mercados es una herramienta que genera sistemáticamente información de mercados y del comportamiento del consumidor para proveer información relevante para la toma de decisiones estratégicas." La investigación de mercados puede enfocarse en los siguientes grupos
- Clientes y consumidores. Los productos y servicios buscan satisfacer alguna necesidad. Es por ello que es necesario escuchar la voz de consumidores y clientes.

- La sociedad. Las empresas son proyectos tanto económicos como sociales, por lo que deben mantener responsabilidad social.[28] La investigación de mercados puede identificar las principales necesidades de la sociedad en general.

## Proceso de mercadotecnia

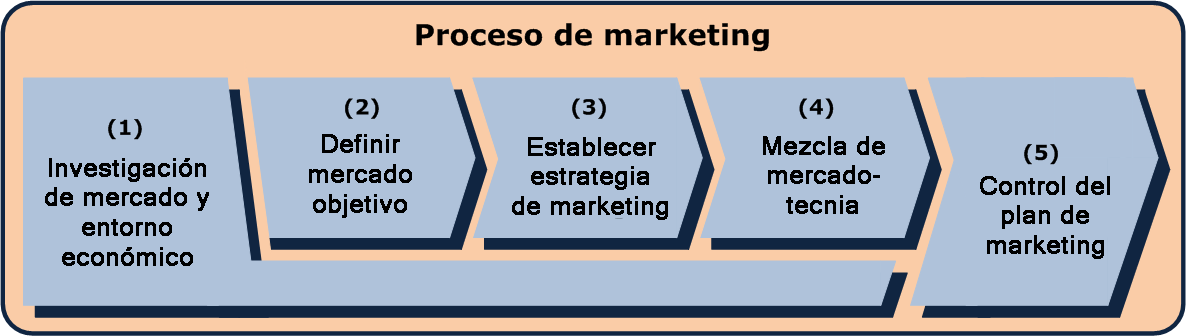
Proceso de mercadotecnia basado en Kotler.

El proceso consta de varias fases:

### Primera fase: mercadotecnia estratégica
Antes de producir un artículo u ofrecer algún servicio, la dirección debe analizar las oportunidades que ofrece el mercado; es decir, cuáles son los consumidores a los que se quiere atender (mercado meta), qué capacidad de compra tendrían a la hora de adquirir, el producto o servicio, y si este responde a sus necesidades. En esta fase se usa la investigación de mercados para entender a detalle los gustos y preferencias de los consumidores. Además, también tienen que detectar cuáles son sus posibles competidores, qué productos están ofreciendo y cuál es su política de mercadeo, cuáles son los productos sustitutos y complementarios ofrecidos en el mercado, las noticias y probabilidades respecto al ingreso de nuevos competidores y los posibles proveedores. También deben realizar un análisis interno de la empresa para determinar si realmente cuenta con los recursos necesarios (si dispone de personal suficiente y calificado, si posee el capital requerido, etc.). Por último, se debe analizar qué política de distribución es la más adecuada para que el producto o servicio llegue al consumidor. Con todos los datos, la empresa realiza un diagnóstico. Si este es positivo, se fijan los objetivos y se marcan las directrices para alcanzarlos, determina a qué clientes se quiere dirigir y qué clase de producto quiere. El proceso estratégico se materializa en la creación de una propuesta de valor, donde la empresa configura su oferta, enfocándola a su grupo meta a través de un proceso adecuado de segmentación de mercado.

### Segunda fase: Implementación
La segunda fase busca implementar la estrategia. La clave está en saber cómo, dónde y cuándo presentar el producto u ofrecer el servicio. La publicidad es un aspecto muy importante, pero sin un plan de mercadotecnia esta sería insulsa y poco atractiva al público, lo cual significaría un gasto más para la empresa. En el caso ideal, la mercadotecnia se vuelve una filosofía de negocios de forma que en la organización todas las áreas (y no solo la de mercadotecnia) deben actuar de acuerdo con ella y responder a las auténticas necesidades de los clientes y consumidores.

### Tercera fase: ejecución del programa de mercadotecnia
Finalmente, se le asigna al departamento correspondiente la ejecución de las acciones planeadas y se fijan los medios para llevarlas a cabo, así como los procedimientos y las técnicas que se utilizarán. Igualmente, deben crearse mecanismos que permitan evaluar los resultados del plan establecido y determinar cuán efectivo ha sido.

### Cuarta fase: control
Supone establecer aquellos mecanismos de retroalimentación y evaluación con los que se puede comprobar el grado de cumplimiento de los objetivos y establecer las correcciones a las que haya lugar. Algunos de los controles son:
1. control de plan anual
2. control de rentabilidad
3. control de eficiencia
4. control estratégico
5. control táctico
6. control financiero

## Orientaciones clásicas
En la historia y en el contexto del comercio han surgido diferentes orientaciones o enfoques para hacer negocios. Estos enfoques aún están presentes en algunas industrias y mercados, aunque en la actualidad[¿cuándo?] la mercadotecnia está cada vez más orientado al mercado y al cliente.
- Orientación a la producción: Los consumidores prefieren productos que estén muy disponibles y a bajo coste.  Hay un mercado potencial importante, oferta escasa y segmentos desconocidos.  La venta es fácil, pero el papel de la mercadotecnia aún es limitado.

- Orientación al producto: Se produce en los casos en los que el mercado es nuevo o está dominado por una única empresa oferente (monopolio). La empresa no se preocupa por las ventas, ya que las tiene aseguradas, y su actividad comercial se limita exclusivamente a mejorar el proceso productivo y la calidad del producto.

Orientación a las ventas: Cuando el mercado se encuentra en expansión y hay varias empresas luchando por su dominio, su esfuerzo se centra en el incremento de las ventas. Al tratarse de un producto nuevo, el consumidor no es muy exigente y lo compra principalmente en función del precio.
- Orientación al mercado: Una vez que el mercado se ha asentado y los consumidores conocen bien el producto, el enfoque de la comercialización cambia. Las empresas tratan de conocer los gustos de los compradores potenciales para adaptar los productos a sus necesidades y la producción se diversifica.

- Orientación a la marca: En mercados altamente competitivos las marcas desempeñan el papel principal en los procesos de comercialización. Cuando los mercados están saturados con exceso de oferta las empresas segmentan mercados para introducir productos que encajen en los distintos estilos de vida de sus consumidores. Esta es una batalla de percepciones. La única herramienta empresarial capaz de actuar en este terreno es la marca.[cita requerida] Las marcas guían la percepción para generar actitudes positivas hacia los productos y servicios, de esta forma son capaces de influir en las decisiones de compra conectando a los consumidores con deseos de una vida más positiva.

## Tendencias actuales
Después de una mercadotecnia orientada al mercado, algunos autores se decantan por la orientación la mercadotecnia social, mientras que otros autores indican un cambio paradigmático, surgiendo otras orientaciones como, por ejemplo: la mercadotecnia social, la mercadotecnia relacional (Alet, Barroso y Martin), la mercadotecnia 1x1 (Rogers y Peppers), la mercadotecnia holística (Kotler), entre otras.
- Mercadotecnia social u orientación a la responsabilidad social (mercadotecnia responsable): Finalmente, cuando el mercado está completamente asentado, las empresas no solamente tratan de satisfacer las necesidades de sus consumidores, sino que también persiguen objetivos deseables para la sociedad en su conjunto, como iniciativas medioambientales, de justicia social, culturales, etc.

- Mercadotecnia relacional: orientación que indica la importancia de establecer relaciones firmes y duraderas con todos los clientes, redefiniendo al cliente como miembro de alguno o de varios mercados, como pueden ser: mercado interno, mercado de los proveedores, mercado de inversionistas etc.

- Mercadotecnia holística (Kotler, 2006): orientación que completa mercadotecnia integrado, mercadotecnia interna, mercadotecnia responsable y mercadotecnia relacional

- Dayketing (fusión de day, «día», y marketing): Una herramienta de mercadotecnia con la que obtener el máximo rendimiento de los acontecimientos diarios (pasados, presentes o futuros) con diferentes fines comerciales.

- Neuromercadotecnia: Consiste en la aplicación de conocimientos neurológicos a la mercadotecnia. Dichos conocimientos ayudan a saber más sobre el comportamiento de los consumidores; las razones por las que compran o no lo hacen; por qué eligen y por qué no una marca; etc. Dentro de las prácticas más comunes de la neuromercadotecnia o también llamado "neuromarketing" están la aplicación de electroencefalogramas y tecnología que permite el Eye tracking.

- Mercadotecnia de atracción (en inglés, inbound marketing): consiste en la utilización coordinada de técnicas de mercadotecnia social, SEO y mercadotecnia de contenidos con el fin de generar tráfico hacia una web y convertirlo en oportunidades de venta.[31]
- Cibermercadotecnia: Consiste en la utilización de la mercadotecnia o mercadotecnia en internet, en todas sus corrientes.
- Mercadotecnia de calle (en inglés, street marketing): consiste en aquellas promociones, acciones de comunicación y campañas publicitarias que se efectúan en el medio urbano o en espacios comerciales mediante técnicas no controladas por las compañías de medios tradicionales.
- Geomarketing: El geomarketing es una disciplina reciente, aún poco conocida por los analistas, pero de una gran potencialidad, que permite a los decisores visualizar las estrategias de marketing digital y poner al descubierto aquellas localizaciones de mayor potencialidad en un negocio. Nacida de la confluencia del marketing y la geografía, se trata de una disciplina que podría definirse como el conjunto de técnicas que permiten analizar la realidad económico-social desde un punto de vista geográfico, a través de instrumentos cartográficos y herramientas de la estadística espacial.[32]
- Micromarketingː estrategias de marketing personalizadas para grupos concretos de consumidores dentro del público objetivo, o incluso para consumidores a nivel individual.[33]
- Inteligencia artificial (IA) para la personalización excepcional: El marketing personalizado se basa en adaptar la publicidad a las preferencias y características de los consumidores a través del análisis de datos digitales. La inteligencia artificial es clave en este proceso, ya que analiza aspectos como el tiempo en un sitio web o el historial de compras para ofrecer recomendaciones en tiempo real. Herramientas como Segment integran datos de múltiples fuentes para segmentar de manera precisa, RichRelevance se especializa en sugerencias personalizadas en función del comportamiento de navegación, y Marketo adapta campañas a las interacciones previas del usuario, facilitando experiencias más personalizadas y efectivas.[34]

## Mercadotecnia de servicios
Especialistas en mercadotecnia relacional y de servicios, como Christian Grönroos, definen un servicio como una oferta comercial intangible, que al momento de su intercambio, cliente y proveedor establecen alguna forma de interacción, a través de actos, esfuerzos y situaciones cuyo resultado no se traduce en una transferencia de propiedad.
Las características de los servicios:
- Intangibles: No se pueden almacenar, ni se pueden ver.
- Variables: Es difícil estandarizarlos y no se puede entregar siempre el mismo producto.
- Inseparables: La producción y el consumo se ejecutan en el mismo momento.
- Perecederos: Solo dura un determinado tiempo y no pueden ser reutilizados.

### Peculiaridades de la mercadotecnia de servicios
La mercadotecnia de servicios es un área de la mercadotecnia que adapta algunas de sus prácticas a las peculiaridades propias de los servicios. Cobran una especial relevancia tres componentes de la relación: el cliente, el equipo humano que entrega el servicio y los canales físicos y digitales que les conectan. Destacan algunas herramientas específicas como: diseño de servicios, experiencia del cliente y gestión de clientes.

### Modelo de brechas de los servicios
El modelo de brechas de la calidad del servicio propuesto por Zeithaml sirve como marco de referencia para las organizaciones de servicio para intentar mejorar la calidad del servicio y la mercadotecnia de servicios.
En este modelo se describen 5 brechas:
- Brecha del conocimiento: Se refiere a la comprensión de las expectativas del cliente por parte de la empresa.
- Brecha de diseño de estándares: Se refiere al diseño de estándares dentro de la empresa de acuerdo con las expectativas del cliente
- Brecha del desempeño:  Es la calidad ejecución de los estándares ya establecidos.
- Brecha de la comunicación: Es no considerar las expectativas de los clientes y crear promesas exageradas.
- Brecha del cliente: Es la percepción que tienen los clientes en el cumplimiento de sus expectativas al finalizar el servicio.

En la medida en que existan una o más de las brechas, los clientes percibirán las deficiencias en la calidad del servicio.

## Ciclo de vida del producto (en el marketing)
El ciclo de vida del producto (CVP) es una herramienta utilizada por los directores de marketing para medir el progreso de un producto, especialmente en lo que respecta a las ventas o los ingresos acumulados a lo largo del tiempo. El CVP se basa en algunos supuestos clave:
- Un producto determinado poseería la etapa de introducción, crecimiento, madurez y declive.
- Ningún producto dura para siempre en el mercado.
- Una empresa debe emplear diferentes estrategias según el lugar que ocupe un producto en el CVP.

En la fase de introducción, se lanza un producto al mercado. Para estimular el crecimiento de las ventas/ingresos, el uso de la publicidad puede ser elevado para dar a conocer el producto en cuestión.
Durante la etapa de crecimiento, las ventas e ingresos del producto aumentan, lo que puede estimular más comunicaciones de marketing para mantener las ventas. Más participantes entran en el mercado para cosechar los aparentes altos beneficios que produce la industria.
Cuando el producto llega a su madurez, empieza a nivelarse, y un número creciente de participantes en un mercado produce caídas en el precio del producto. Las empresas pueden utilizar promociones de ventas para aumentarlas.
Durante el declive, la demanda de un bien empieza a disminuir y la empresa puede optar por dejar de fabricarlo. Esto es así si los ingresos del producto proceden del ahorro de eficiencia en la producción sobre las ventas reales de un bien o servicio. Sin embargo, supongamos que un producto da servicio a un nicho de mercado o es complementario a otro producto. En ese caso, puede continuar la fabricación del producto, a pesar de que el nivel de ventas e ingresos sea bajo.

## Mercadotecnia verde
La mercadotecnia verde es también conocida como mercadotecnia ecológica, mercadeo ambiental, eco-mercadeo y mercadeo sustentable. Este tipo de mercadeo es una rama del mercadeo social, con la cual se busca adaptar los esfuerzos en esta área de la empresa para darle un enfoque ambiental, tanto social como empresarial.
El mercadeo ambiental, es un indicador que nos muestra como la mentalidad del consumidor ha evolucionado. Debido a ello se crean consumidores verdes o consumidores ambientales. Estos se preocupan por el costo de los productos en el mercado actual, pero no solo por los costos de producción y de venta, sino principalmente por el daño ambiental que generan los productos y servicios que adquieren y que hasta ahora ninguna empresa había tomado en cuenta, por lo que en la actualidad los clientes y consumidores buscan adquirir productos o servicios que tomen en cuenta este perjuicio ambiental para así realizar una compra inteligente que no dañe el medio ambiente.
Aunque hay muchos ejemplos de mercadotecnia verde legítimos, a menudo se usa como una forma de lavado de imagen o greenwashing. Esto tiene consecuencias negativas en cuanto confunde al consumidor, y crea escepticismo hacia afirmaciones medioambientales. Hay cada vez más organismos que vigilan y denuncian estas prácticas.[¿cuál?] Además, al incurrir en publicidad verde engañosa una empresa se puede enfrentar a demandas por competencia desleal.

## Tipos de mercadotecnia
- Ciberbuzoneo
- Freebie marketing
- Geomercadotecnia
- Mercadeo de cuentas
- Mercadotecnia 1x1
- Mercadotecnia 360°
- Mercadotecnia de boca a boca
- Mercadotecnia de contenidos
- Mercadotecnia business to business
- Mercadotecnia comprometida
- Mercadotecnia corporativa
- Mercadotecnia de atracción
- Mercadotecnia de compradores
- Mercadotecnia de descubrimiento
- Mercadotecnia de bases de datos
- Mercadotecnia de destinos
- Mercadotecnia de género
- Mercadotecnia de guerrilla
- Mercadotecnia de permiso
- Mercadotecnia de proximidad
- Mercadotecnia de servicios
- Mercadotecnia digital
- Mercadotecnia directa
- Mercadotecnia educativa
- Mercadotecnia en Internet
- Mercadotecnia en la nube
- Mercadotecnia en salud
- Mercadotecnia industrial
- Mercadotecnia interna
- Mercadotecnia internacional
- Mercadotecnia de interrupción
- Mercadotecnia en motores de búsqueda
- Mercadotecnia móvil
- Mercadotecnia multinivel
- Mercadotecnia para los jóvenes
- Mercadotecnia participativa
- Mercadotecnia política
- Mercadotecnia relacional
- Mercadotecnia reputacional
- Mercadotecnia sensorial
- Mercadotecnia social
- Mercadotecnia socialmente responsable
- Mercadotecnia urbana
- Mercadotecnia viral
- Neuromercadotecnia
- Orientación a las ventas
- Publicidad en Internet
- Telemarketing
- Trade marketing
- Video marketing
- Wikimarketing